# Miroslav Potůček
Miroslav Potůček (5. listopadu 1922, Pardubice – 4. dubna 2015, Pardubice) byl československý fotbalista. Většinu své fotbalové kariéry strávil v týmu SK Pardubice, kde nastupoval v nejvyšší soutěži ve válečných letech a těsně poté. Po sestupu klubu z ligy v roce 1946 byl proti své vůli poslán do týmu Železničáři (později Lokomotiva) Pardubice. Zde odehrál jednu sezónu, následoval přestup do AFK Pardubice, kde po pěti sezónách v 28 letech ukončil hráčskou kariéru. Zemřel ve věku 92 let v Pardubicích. Strýcem manželky Miroslava Potůčka byl slavný pardubický fotbalista meziválečného období Josef Svoboda.

## Ligová bilance
| Ročník               | Zápasy | Góly | Klub         |
| -------------------- | ------ | ---- | ------------ |
| Národní liga 1942/43 | 2      | -    | SK Pardubice |
| Národní liga 1943/44 | 3      | -    | SK Pardubice |
| Státní liga 1945/46  | 2      | -    | SK Pardubice |
| CELKEM               | 7      | 0    |              |